# Paul Blondiaux
Pour les articles homonymes, voir Blondiaux.
Paul Henri Prosper Blondiaux (Verdun-sur-Meuse, 31 octobre 1867 - Annecy, 15 septembre 1941) est un officier et explorateur français.

## Biographie
Lieutenant d'infanterie de Marine, il est chargé en 1896 d'établir avec précision le tracé des frontières entre le Liberia et les possessions françaises. Il part alors de Beyla, le 6 février 1897 avec deux sous-officiers, vingt tirailleurs et une cinquantaine de porteurs et découvre que le Férédougouba se forme par la réunion du Bao, de la Gouaia supérieure et de la Gouaia inférieure.
De Touba, il parcourt le Ouataradougou dévasté par Samory et, en atteignant le bassin du Bandama, relie ses itinéraires à ceux d'Étienne Marchand. Il traverse ensuite Séguéla, mais, attaqué par les Los, alliés de Samory, doit revenir à Touba (avril 1897).
En mai 1897, il mène une seconde exploration pour établir la frontière Guinée-Liberia. Il atteint Lola et visite les monts Nimba pour établir les lignes de séparation des eaux entre Cavally, Férédougouba et les rivières de Saint-Paul et de Saint-Jean.
Il est fait Chevalier (30 décembre 1898), Officier (14 juin 1915) puis Commandeur de la Légion d'honneur le 25 décembre 1929.